# Lambert Daniel Kastens
Lambert Daniel Kastens (død 30. oktober 1744 i Viborg) var en orgelbygger af tysk afstamning, som var virksom i Danmark fra 1722 til 1744.
Kastens var uddannet af den berømte orgelbygger Arp Schnitger, og anses for en af hans bedste elever. Schnitger havde orgelbyggerprivilegiet i Slesvig, Holsten, Oldenburg og Delmenhorst, og da han døde (1719) overtog Kastens det. Han havde værksted i Itzehoe, hvor han i tiden fra 1722 til 1724 byggede Garnisons Kirkes første store orgel.
Denne succes medførte flere store ordrer, især efter Københavns brand i 1728, så Kastens flyttede til Danmark og overlod værkstedet i Itzehoe til en anden Schnitger-elev, Johann Dietrich Busch.
Desværre er ingen af Kastens orgelværker bevaret i funktionsdygtig stand. Det tætteste vi kommer er Carsten Lunds rekonstruktion fra 1995 i Garnisons Kirke. Til gengæld kan vi se Kastens orgelfacader i højbarok stil i flere danske kirker: Århus Domkirke, Slangerup Kirke, Holmens Kirke, Garnisons Kirke, Trinitatis Kirke og Reformert Kirke. Sidstnævnte orgel blev bygget til Københavns Slot, men efter nogle få år blev slottet revet ned, og orglet blev solgt til Reformert Kirke. Facaden er muligvis blevet tilpasset i forbindelse med flytningen.
Orglet i St. Laurentii Kirche i Itzehoe blev påbegyndt i 1716 af Schnitger, men han døde inden det var færdigt, så Kastens fuldførte det. Som i Danmark er kun facaden bevaret, men man har bragt principalpiberne til at klinge igen i 2000.
Kastens stod for bygningen af barokorglet i Oslo Domkirke i 1720-årene og det blev færdigt i 1727. Der er ingen piber bevaret fra dette, men selve orgelfacaden er fortsat i brug.

## Eksempler på Kastens orgelfacader
- Garnisons Kirke
- Holmens Kirke
- Trinitatis Kirke
- Århus Domkirke
- Oslo Domkirke